# Puccinelliinae
Puccinelliinae es una subtribu de hierbas de la familia Poaceae. El género tipo es: Puccinellia Parl. Tiene los siguientes géneros.

## Géneros
- Amblychloa Link, nom. inval. = Sclerochloa P. Beauv.
- Atropis (Trin.) Griseb. = Puccinellia Parl.
- Catabrosa P. Beauv.
- Catabrosella (Tzvelev) Tzvelev
- Crassipes Swallen = Sclerochloa P. Beauv.
- Oreopoa H. Scholz
- Paracolpodium (Tzvelev) Tzvelev
- Phippsia (Trin.) R. Br.
- Pseudosclerochloa Tzvelev = Puccinellia Parl.
- Puccinellia Parl.
- Sclerochloa P. Beauv.